# Anna Hřebřinová
Anna Hřebřinová (Praga, Checoslovaquia, 11 de noviembre de 1908-ibídem, 6 de diciembre de 1993) fue una gimnasta artística checoslovaca, subcampeona olímpica en Berlín 1936 en el concurso por equipos.

## Carrera deportiva
En las Olimpiadas de Berlín 1936 gana la plata por equipos, tras las alemanas y por delante de las húngaras, y siendo sus compañeras de equipo: Matylda Pálfyová, Božena Dobešová, Vlasta Foltová, Jaroslava Bajerová, Vlasta Dekanová, Zdeňka Veřmiřovská y Marie Větrovská.